# Mitt-Tallsjön
Mitt-Tallsjön är en sjö i Vilhelmina kommun i Lappland och ingår i Gideälvens huvudavrinningsområde. Sjön är 6,7 meter djup, har en yta på 0,192 kvadratkilometer och befinner sig 422,3 meter över havet. Sjön avvattnas av vattendraget Tallsjöbäcken.

## Delavrinningsområde
Mitt-Tallsjön ingår i det delavrinningsområde (715592-157962) som SMHI kallar för Inloppet i Lill-Tallsjön. Medelhöjden är 476 meter över havet och ytan är 11,36 kvadratkilometer. Räknas de 4 avrinningsområdena uppströms in blir den ackumulerade arean 44,35 kvadratkilometer. Tallsjöbäcken som avvattnar avrinningsområdet har biflödesordning 2, vilket innebär att vattnet flödar genom totalt 2 vattendrag innan det når havet efter 220 kilometer. Avrinningsområdet består mestadels av skog (73 procent) och sankmarker (18 procent). Avrinningsområdet har 0,19 kvadratkilometer vattenytor vilket ger det en sjöprocent på 1,7 procent.